# Saša Marković
Saša Marković (Brus, Serbia, 13 de marzo de 1991) es un futbolista serbio que ocupa la demarcación de centrocampista y juega en el O. F. K. Belgrado.

## Trayectoria
Jugó cuatro temporadas en el Partizán de Belgrado, tras llegar en 2011 procedente del OFK de Belgrado, y que en 2015 quedó libre de contrato, donde la última campaña disputó 26 partidos (17 de liga, 5 de Liga Europa y 4 de copa), en los cuales marcó 4 goles. En total anotó once tantos en 82 partidos con el Partizán.
En 2015 firmó por el Córdoba C. F. un contrato que le uniría a la entidad blanquiverde hasta la temporada 2016-17.
En junio de 2016 se rompió el ligamento cruzado anterior de la rodilla izquierda, días antes de empezar el play-off de ascenso a Primera División, no volviendo a jugar hasta siete meses después en un encuentro de Copa del Rey correspondiente a los octavos de final contra la A. D. Alcorcón.

## Selección nacional
Pasó por la selección sub-19. El 7 de septiembre de 2010 debutó y marcó con la selección sub-21 de su país contra Chipre en un partido para la clasificación de la Eurocopa Sub-21 de 2011.

## Clubes
| Club                    | País   | Año       |
| ----------------------- | ------ | --------- |
| O. F. K. Belgrado       | Serbia | 2009-2011 |
| F. K. Partizan Belgrado | Serbia | 2011-2015 |
| Córdoba C. F.           | España | 2015-2018 |
| Apollon Limassol        | Chipre | 2018-2022 |
| Olympiakos Nicosia      | Chipre | 2022-2023 |
| F. K. Mladost GAT       | Serbia | 2023      |
| O. F. K. Belgrado       | Serbia | 2023-     |

## Palmarés

### Títulos nacionales
| Título                     | Club                 | País   | Año     |
| -------------------------- | -------------------- | ------ | ------- |
| Superliga de Serbia        | Partizán de Belgrado | Serbia | 2011-12 |
| Superliga de Serbia        | Partizán de Belgrado | Serbia | 2012-13 |
| Superliga de Serbia        | Partizán de Belgrado | Serbia | 2014-15 |
| Primera División de Chipre | Apollon Limassol     | Chipre | 2021-22 |